# Effondrement du Rana Plaza
L'effondrement du Rana Plaza est l'effondrement d'un immeuble à Savar, faubourg ouest de Dacca, la capitale du Bangladesh, parfois appelé « catastrophe de l'usine de Dacca », le 24 avril 2013, a provoqué au moins 1 127 morts et environ 2 500 rescapés (bilan au 13 mai 2013). Les sources ultérieures parlent de 1 135 morts,,.
Le bâtiment appelé Rana Plaza, qui abritait plusieurs ateliers de confection travaillant pour diverses marques internationales de vêtements, s'est effondré le matin, peu après l'heure de début du travail. Des consignes d'évacuation données la veille, après l'apparition de fissures, avaient été ignorées par les responsables des ateliers.
Cette catastrophe est un des symboles des problèmes liés à la fast fashion, et à la mondialisation.

## Contexte
L'immeuble de huit étages, appelé Rana Plaza et propriété d'un dirigeant local de la Ligue Awami, Sohel Rana, abritait plusieurs ateliers de confection employant un total d'environ 5 000 salariés. Il hébergeait aussi des commerces et une banque. Les ateliers de confection travaillaient pour diverses marques de vêtements, dont l'Espagnol Mango et l'Irlandais Primark. Selon le responsable de la sécurité civile et de la lutte contre les incendies du Bangladesh, Ali Ahmed Khan, les quatre étages supérieurs avaient été construits sans permis. Selon des médias bangladais, la veille de la catastrophe, des inspecteurs avaient découvert des fissures dans l'immeuble et avaient requis son évacuation et sa fermeture. Les commerces et la banque qui occupaient les niveaux inférieurs avaient fermé immédiatement, mais les salariés des ateliers de confection s'étaient vu enjoindre de revenir le lendemain, leur encadrement déclarant que l'immeuble était sûr,.

## Catastrophe et secours
À leur arrivée devant le bâtiment le matin, les ouvriers et ouvrières refusent d’entrer à cause des fissures apparues la veille. La direction des ateliers textiles menace de retenir les salaires ou de licencier les employés qui protestent ; ils prennent finalement leur poste. Une heure plus tard, une panne de courant survient. Vers 9 heures, le sol commence à trembler. En deux minutes, le bâtiment s'effondre complètement, n'épargnant que le rez-de-chaussée. Selon un témoin, c'était comme si « un tremblement de terre avait frappé ». Le président de la Bangladesh Garment Manufacturers and Exporters Association a confirmé que 3 122 salariés se trouvaient à ce moment dans l'immeuble.
Selon les données disponibles au lendemain de la catastrophe, le nombre des victimes atteint au moins 275 morts et un millier de blessés. Le site web de l'une des entreprises textiles indique que plus de la moitié des victimes sont des femmes, auxquelles s'ajoutent des enfants placés en crèche dans l'immeuble. Le ministre de l'Intérieur, Muhiuddin Khan Alamgir, a confirmé que les équipes des pompiers, la police et les troupes du Rapid Action Battalion participaient aux efforts de secours. Les secouristes volontaires ont utilisé des rouleaux de tissu pour aider les survivants à s'extraire du bâtiment.

## Causes
L’effondrement du Rana Plaza est le résultat d’une succession de dysfonctionnements et de négligences coupables : « la corruption des autorités administratives locales par les propriétaires de l’usine, l’inaction et la passivité complice des donneurs d’ordre, silencieux face à l’absence de respect des normes de sécurité élémentaires chez leurs sous-traitants. Le drame fut causé par les vibrations provoquées par les générateurs d’électricité installés en haut du toit pour alimenter les usines ».

## Suites et conséquences immédiates
Une journée de deuil national a été organisée le 25 avril 2013. Le même jour, des douzaines de survivants étaient découverts dans les ruines de l'immeuble. Le même jour également, les autorités chargées du développement de l'agglomération de Dacca ont engagé une action en justice contre les propriétaires de l'immeuble et cinq des ateliers de confection qui s'y trouvaient. Le 28 avril, le propriétaire Sohel Rana est arrêté avec des complices par le Rapid Action Battalion alors qu'il tente de fuir vers l'Inde.
Plusieurs manifestations sont organisées dans un pays où les ouvriers font régulièrement grève pour améliorer leur condition de travail,. Les photographies de Taslima Akhter ont permis la mise en avant des conditions de travail déplorables et ainsi pouvoir travailler sur de nouvelles normes de sécurité. L'Humanité relève que « Les ouvriers enclenchent régulièrement des luttes pour que le parlement vote une loi sur la sécurité. En vain. Nombre de députés sont effectivement propriétaires d’usines et préfèrent sauvegarder un environnement favorable aux investissements étrangers plutôt que de consentir à des augmentations ou à des travaux qui ralentiraient la production sous pression constante des délais imposés par les marques occidentales ». « Ils ont bloqué des routes en chantant « Pendez Rana » ». Finalement, le gouvernement bangladais annonce le 13 mai 2013 la mise en place d'une commission visant à revaloriser le salaire minimum des ouvriers du textile. Dans le même temps, un amendement sur une loi de 2006 limitant l'action syndicale doit aussi être officialisé afin de permettre aux ouvriers de tenter de mieux faire valoir leurs droits. Ceci fait suite à l'annonce de la semaine précédente concernant un plan d'inspection des usines de textile du pays, afin de s'assurer de leur état.
Un autre incendie meurtrier a eu lieu dans une autre industrie textile du pays le 9 mai à Dacca faisant huit morts.

### Responsabilité sociétale des multinationales
En France, aucune entreprise n’étant juridiquement condamnable du fait de la violation d’une loi ou norme sociale ou environnementale par un de ses sous-traitants, un groupe de députés réunis autour de Danielle Auroi, Philippe Noguès et Dominique Potier ont travaillé à l’élargissement de la responsabilité sociétale des entreprises, avec pour objectif l’imposition d’un « devoir de vigilance » aux multinationales quant au respect de ces normes par leurs filiales et sous-traitants.
Réuni à la suite du colloque du 13 décembre 2012 (soit quatre mois avant l’effondrement du Rana Plaza) sur cette thématique, le groupe de travail s’est notamment appuyé sur le retentissement médiatique de l’affaire pour porter une proposition devenue la loi n° 2017-399 du 27 mars 2017 relative au devoir de vigilance des sociétés mères et des entreprises donneuses d'ordre,. Cette loi est cependant vidée d'une partie de sa substance, le Conseil constitutionnel censurant le volet sur les sanctions.

### Fashion Revolution
En réponse à la catastrophe meurtrière, les designeurs britanniques Carry Somers (en) (créatrice de la marque Pachacuti et pionnière de la mode éthique et équitable au Royaume-Uni) et Orsola de Castro (en) créent le collectif Fashion Revolution (en) qui prône une mode éthique. Ce collectif est à l'origine de la Fashion Revolution Day qui célèbre chaque année, la date anniversaire de la tragédie.
En 2014, 68 pays participent à cette cérémonie[source insuffisante]. Plusieurs personnes se prennent en photo avec un vêtement, dont l'étiquette est apparente, et la postent sur les réseaux sociaux, avec le hashtag #whomademyclothes (« Qui a fabriqué mes vêtements », en français). Cette action vise à interpeller les marques sur les réseaux sociaux. Toutefois, très peu d'entre elles ont répondu et, pour celles qui l'ont fait, les informations données sont restées vagues.
En 2018, la Fashion Revolution Day est célébrée dans plus de 92 pays.

## Entreprises concernées
Les entreprises présentes dans le Rana Plaza étaient au nombre de cinq : New Wave Style, Ether Tex, Canton Tech Apparel, Phantom Apparels et New Wave Bottoms. Celles-ci produisaient des vêtements pour les marques, entre autres : Mango, Benetton, The Children's Place, Cato Corp, Joe Fresh possédée par la société canadienne Loblaws et vendues dans les magasins J.C. Penney, les marques Cerdarwood et Denim Co. de la compagnie irlandaise Primark, la marque Papaya Denim de la société britannique Matalan, Free Style Baby vendue dans la chaîne El Corte Inglés et la marque espagnole Velilla.
Des étiquettes de vêtements Carrefour (marque Tex), Auchan (marque In Extenso), Camaïeu et H&M ont été retrouvées dans les décombres du Rana Plaza, résultant, selon ces distributeurs, d'actions de sous-traitance non déclarée.

## Bilan des victimes
Le bilan fait état de 1 127 morts au 13 mai 2013, date à laquelle est annoncée la fin des opérations de secours. En septembre 2014, le journal Le Monde évoque 1 135 morts.

## Fonds d'indemnisation des victimes
Un fonds d'indemnisation des victimes, le Rana Plaza Donors Trust Fund a été mis en place fin 2013 à la suite de négociations entre le gouvernement du Bangladesh, l'industrie textile, les syndicats et les organisations non gouvernementales. Le Rana Plaza Donors Trust Fund est géré par l’Organisation internationale du travail (OIT). Tout le monde peut donner, particulier, organisation ou entreprise. Le fait pour une entreprise de donner de l'argent au fonds d'indemnisation ne constitue pas une reconnaissance de sa responsabilité dans la catastrophe du Rana Plaza.
Parmi les entreprises clientes du Rana Plaza, Bonmarché, C&A Foundation, Loblaw, BRAC USA, The Children's Place, Walmart, Asda and the Walmart Foundation, Camaieu, El Corte Inglés, Gueldenpfennig, H&M, Inditex, KiK, LPP SA, Mango, Mascot, Premier Clothing et Primark ont fait un don au fonds d'indemnisation des victimes. D'autres entreprises telles que N Brown Group, VF Corporation, Gap, H&M Conscious Foundation, Debenhams and Zebra Fashion ont contribué au fonds d'indemnisation alors qu'elles n'étaient pas clientes du Rana Plaza.
À la date du 21 août 2014, le fonds d'indemnisation n'avait réuni que 17,9 millions de dollars alors qu'il avait calculé qu'il avait besoin de 40 millions de dollars pour indemniser correctement les victimes. Cela peut s'expliquer en partie par le fait qu'une partie des entreprises concernées par le Rana Plaza dont Adler Modemärkte, Grabalok, Ascena Retail, Iconix (Lee Cooper), NKD, Auchan, J. C. Penney, PWT (Texman), Benetton, KANZ/Kids Fashion Group, Robe di Kappa, Carrefour, LC Waikiki, Yes Zee, Cato Fashions and Manifattura Corona n'ont pas versé d'argent au fonds d'indemnisation,.
Le 22 août, alors qu’il avait refusé jusqu’à présent toute démarche en ce sens, le groupe Auchan annonce qu’il va verser 1,5 million de dollars au fonds d’indemnisation des victimes du Rana Plaza,.

## Suites à moyen terme
Le droit du travail au Bangladesh est modifié en 2018. Pourtant, en janvier 2019, des milliers d’ouvriers du textile se sont mis en grève pour réclamer de meilleurs salaires. La police a affirmé avoir utilisé des canons à eau et du gaz lacrymogène pour disperser la foule d’ouvriers en grève à Savar. L'augmentation du salaire minimum proche de 50 %, sur dix ans depuis l'effondrement, reste malgré tout à un niveau extrêmement bas.
L’économie du Bangladesh continue à reposer largement sur l’industrie textile, le pays étant le deuxième fournisseur du monde, après la Chine. Ce pays dispose d'un véritable savoir-faire pour la production de prêt-à-porter, avec un rapport qualité/prix « imbattable ». Des millions d’ouvriers sont employés à bas coûts dans près de 4 500 ateliers ou usines, fabriquant à tour de bras des vêtements pour les distributeurs occidentaux. Les 30 milliards de dollars d’exportations du secteur textile représentent 80 % des exportations totales du pays, soit plus d'une quarantaine de milliards d'euros, chiffre en perpétuelle progression.
Dix ans après la catastrophe, le Bangladesh affirme avoir « mis en place des inspections rigoureuses dans chaque usine » et des protections pour les ouvriers par l'installation d'équipements de sécurité ; le tout est appuyé avec des rénovations imposées par les distributeurs ayant signé un accord international dès 2013, ainsi que des initiatives individuelles engendrant des audits sociaux. Mais ces diverses actions, sans réelles contraintes imposées, restent bien insuffisantes.